# Blake Stone: Planet Strike
Blake Stone: Planet Strike è uno sparatutto in prima persona del 1993, sviluppato da JAM Productions basandosi sul motore grafico di Wolfenstein 3D, e prodotto dalla Apogee Software. Il gioco è il seguito di Blake Stone: Aliens of Gold, uscito un anno prima. Nel luglio 2013 Apogee ha reso disponibile il codice sorgente del gioco.

## Trama
La storia si svolge nel 2149, nove anni dopo i fatti di Aliens of Gold: il Dr. Pyrus Goldfire, che sembrava essere sparito nel nulla, è in realtà vivo e sta segretamente riorganizzando la sua vecchia organizzazione, la STAR. Sempre nei panni dell'agente segreto Robert Wills Stone III detto Blake, dovremmo definitivamente fermare il malvagio scienziato.

## Modalità di gioco
Il gioco è molto simile a Aliens of Gold; appaiono nuovi nemici, anche se alcuni sono vecchi sprite dotati di una differente palette di colore; inoltre ci sono piccoli miglioramenti grafici (come le armi che si trovano in mano al giocatore, più definite rispetto al passato) e una mappa che si aggiorna in tempo reale, visibile mentre si gioca senza bisogno di mettere il gioco in pausa.
Diversamente dal primo capitolo, dove per completare i livelli andava trovata una chiave rossa, in Planet Strike per occorre trovare un detonatore, e con questo distruggere un "Security Cube".